# INRA Productions Animales
INRA Productions Animales is een Frans, aan collegiale toetsing onderworpen wetenschappelijk tijdschrift op het gebied van de veeteelt en diergeneeskunde.
Het wordt uitgegeven door het Institut national de la recherche agronomique (INRA) en verschijnt 4 keer per jaar. De artikelen worden geschreven door medewerkers van het instituut. Op uitnodiging van de redactie worden soms overzichtsartikelen door buitenstaanders geschreven. De artikelen worden in het Frans gepubliceerd, met een Engelstalige samenvatting.